# Agyra squamivaria
Agyra squamivaria là một loài bướm đêm trong họ Noctuidae.